# 8,8 cm Pak 43
El Pak 43  (Panzerabwehrkanone 43) era un cañón antitanque alemán de 88 mm desarrollado por Krupp en directa competición con el fabricante de armas alemán Rheinmetall, cuyo equivalente era el cañón antiaéreo 8,8 cm Flak 41. Ambas armas se emplearon durante la Segunda Guerra Mundial, siendo el Pak 43 el arma antitanque más poderosa usada en cantidades significativas por la Wehrmacht. A partir de ese modelo se creó la versión 8,8 cm KwK 43 que equipó como arma principal al carro de combate Tigre II y a los panzerjäger Elefant, Jagdpanther y Nashorn. 
Esta arma antitanque entró en servicio en 1943 con notables mejoras sobre las versiones previas, entre las que destacaban una trayectoria de disparo muy recta durante los primeros 914 m (1,000 yds), lo cual lo convertía en un cañón muy preciso, permitiendo acertar a objetivos a mayor distancia y con menos correcciones de tiro. Estaba equipado con un freno de boca para reducir el retroceso y, sin ruedas, tenía una altura de solo 1,5 m, lo que lo convertía en una excelente arma defensiva, muy fácil de camuflar. La velocidad de salida de los proyectiles era de 1.200 m/s, con un alcance máximo de 13 km (8 millas). Era capaz de penetrar el blindaje frontal de cualquier tanque aliado e incluso el de los soviéticos IS, IS-2 y todas sus variantes.

## Diseño
Tanto el Pak 43, como el KwK 43 se fabricaron con cañas monobloque. Sin embargo la gran velocidad de salida del proyectil y las enormes presiones generadas durante el disparo provocaban un rápido desgaste del ánima del cañón y la consiguiente reducción en su precisión, velocidad de salida, alcance y capacidad de penetración. Para solucionar este problema se sustituyeron las cañas monobloque por otras formadas por dos secciones que además hacían mucho más sencilla la tarea de reemplazarlos y su mantenimiento.
La enorme presión operativa de esta arma requirió el diseño de un nuevo proyectil que aprovechase todas sus cualidades. El resultado fue el proyectil PzGr.39/43 APCBC-HE, el cual aparte de la adición de aros de forzamiento, encargados de forzar la rotación del proyectil y de obturar los gases del disparo detrás de él, era virtualmente idéntico al anterior modelo, el proyectil 10,2 kg PzGr.39-1 APCBC-HE, que se utilizaba como munición para las armas 8,8 cm KwK 36 y Pak 43. Los aros de forzamiento más anchos incrementaron el peso de cada ojiva hasta los 10,4 kg para el PzGr.39/43. Aun así y  hasta la completa transición entre el modelo anterior y el nuevo PzGr.39/43, se mantuvo el uso del proyectil anterior para las armas KwK y Pak 43, pero solo si los cañones habían realizado menos de 500 disparos ya que los aros más estrechos de los antiguos proyectiles, combinado con el progresivo desgaste del cañón, podía provocar una pérdida de presión al disparar. El nuevo proyectil PzGr.39/43 tenía la ventaja de poder ser disparado sin pérdida de presión hasta que el cañón completase totalmente su vida operativa sin ninguna restricción de uso

## Versiones
La versión principal del Pak 43 estuvo montada en un eficiente afuste cruciforme que permitía un giro completo de 360 grados y tenía un perfil mucho más bajo que el ubicuo 8,8 cm FlaK 18/36/37/41. La fabricación de esta montura era, sin embargo, mucho más lenta y costosa.
Como parte del esfuerzo de diseño de Krupp para competir con el modelo Flak 41, se fabricó un cañón para probar el diseño del arma y la trayectoria balística de los proyectiles. Un desarrollo posterior de este cañón, conocido como Gerat 42, sería finalmente utilizado en la versión de producción del Pak 43. Cuando el diseño del Pak 43 sufrió retrasos, se urgió a Krupp para que utilizase este cañón, así como la mayor cantidad posible de componentes ya existentes y el modelo previo de cañón fue rebautizado como Pak 41.
Los Pak 43/41 resultaron pesados e incómodos de manejar en el lodo y la nieve, lo que provocaba problemas en el Frente del Este y que los tiradores se refirieron a  los 43/41 como "puerta de granero" (scheunentor, en alemán), en clara referencia a las dimensiones y peso del arma.  No obstante el Pak 43/41 fue tan eficaz como el modelo inicial del Pak 43.
El Pak 43 también se instaló como arma principal en varios vehículos blindados alemanes, recibiendo esta versión la designación 8,8 cm KwK 43 , incluyendo el tanque pesado Tiger II (KwK 43 L/71) y varios destructores de tanques, como el Hornisse/Nashorn (Pak 43/1), Ferdinand/Elefant (Pak 43/2), y Jagdpanther (Pak 43/3 y Pak 43/4). En las etapas finales de la guerra, unas cuantas unidades del carro Tiger II, basadas en el Jagdtiger fueron completados con el arma de 8,8 cm debido a la escasez del 12,8 cm Pak 44, pero se cree, que estas modificaciones nunca fueron operativas en combate real.

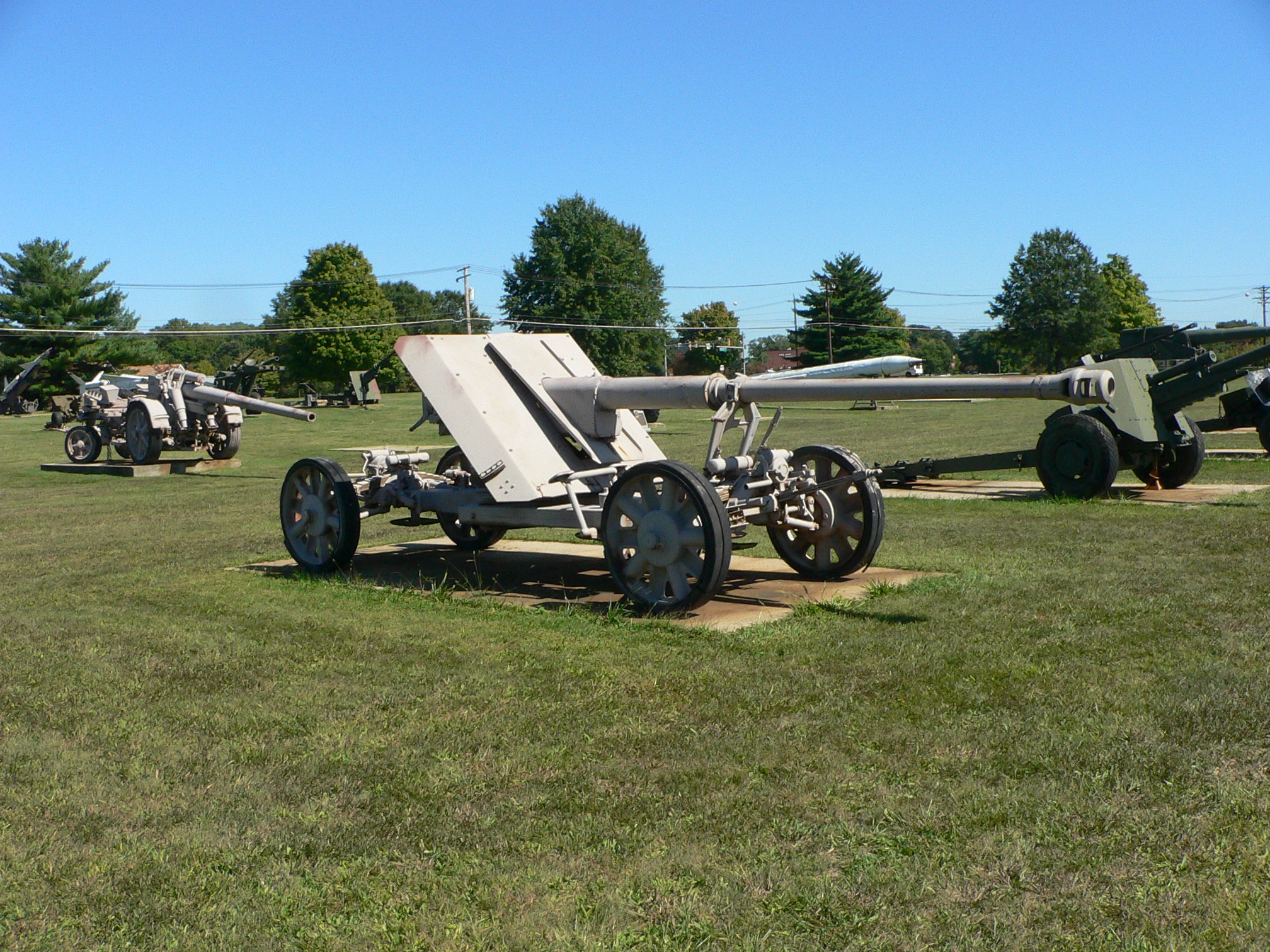
Pak 43 con su montaje en forma de cruz en posición de transporte.

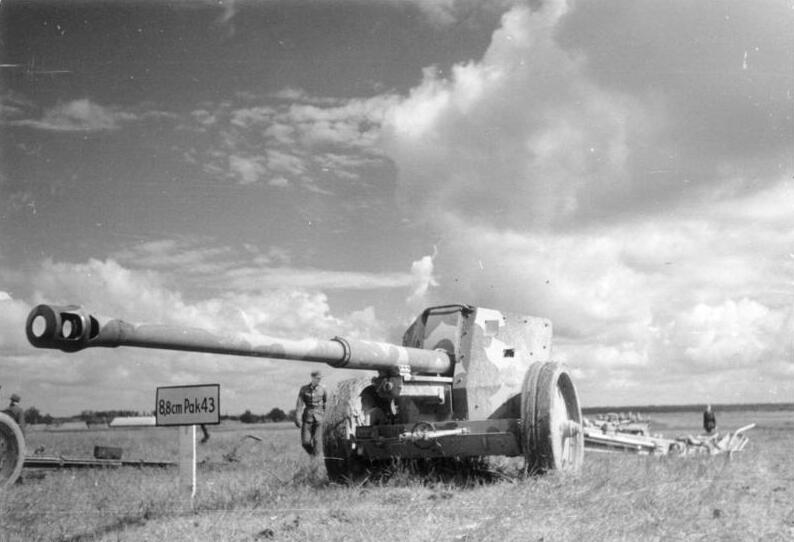
El 8,8 cm Pak 43/41 en el Frente Oriental, 1943.

## Munición y penetración

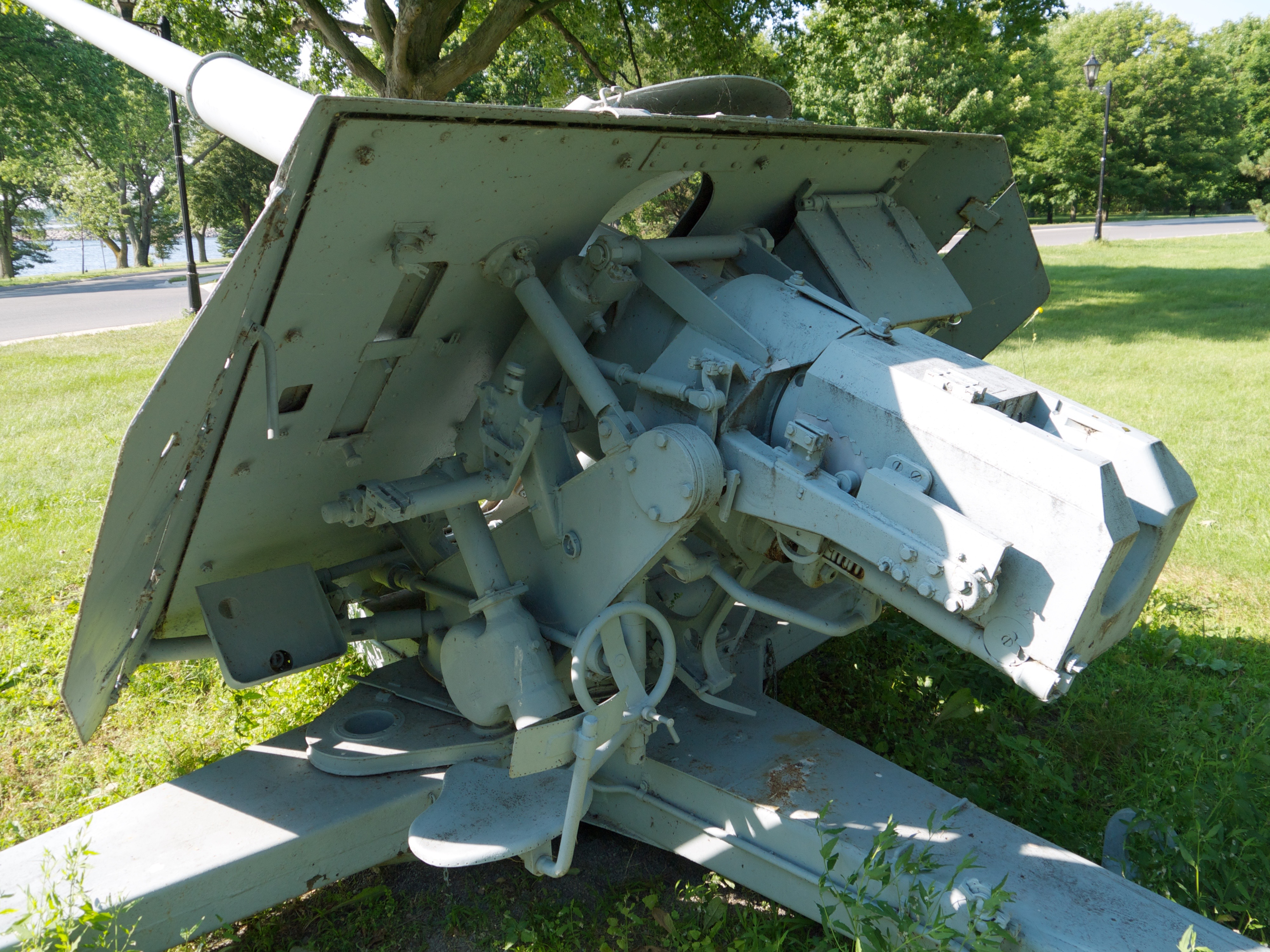
Vista posterior del PaK 43

Los proyectiles Pzgr 39/43 y de alto poder explosivo HE (high explosive en inglés) fueron ampliamente utilizados. La disponibilidad de los Pzgr. 40/43  era mucho menor, sobre todo en las etapas finales de la guerra.

### Pzgr. 39/43 APCBC-HE
- Tipo: Antiblindaje - Alto poder explosivo.
- Peso de proyectil: 10,4 kg (22.92 lbs)
- Velocidad de tiro: 1.000 m/s (3,300 ft/s)

|           | Penetración                              | Probabilidad de acertar a un objetivo de 2,5 m x 2 m | Probabilidad de acertar a un objetivo de 2,5 m x 2 m |
| Distancia | BHL Plancha a 30° colocada verticalmente | En entrenamiento                                     | En combate                                           |
| --------- | ---------------------------------------- | ---------------------------------------------------- | ---------------------------------------------------- |
| 100 m     | 202 mm                                   | 100%                                                 | 100%                                                 |
| 500 m     | 185 mm                                   | 100%                                                 | 100%                                                 |
| 1,000 m   | 165 mm                                   | 100%                                                 | 85%                                                  |
| 1,500 m   | 148 mm                                   | 95%                                                  | 61%                                                  |
| 2,000 m   | 132 mm                                   | 85%                                                  | 43%                                                  |
| 2,500 m   | n/d                                      | 74%                                                  | 30%                                                  |
| 3,000 m   | n/d                                      | 61%                                                  | 23%                                                  |
| 3,500 m   | n/a                                      | 51%                                                  | 17%                                                  |
| 4,000 m   | n/d                                      | 42%                                                  | 13%                                                  |

### Pzgr. 40/43 APCR
- Tipo: Munición antiblindaje cinética
- Peso del proyectil: 7,3 kg (16 lbs)
- Velocidad de tiro: 1.130 m/s (3,707 ft/s)

|           | Probabilidad de acertar a un objetivo de 2,5 m x 2 m | Probabilidad de acertar a un objetivo de 2,5 m x 2 m | Probabilidad de acertar a un objetivo de 2,5 m x 2 m |
| Distancia | Penetración                                          | En entrenamiento                                     | En combate                                           |
| --------- | ---------------------------------------------------- | ---------------------------------------------------- | ---------------------------------------------------- |
| 100 m     | 238 mm                                               | 100%                                                 | 100%                                                 |
| 500 m     | 217 mm                                               | 100%                                                 | 100%                                                 |
| 1000 m    | 193 mm                                               | 100%                                                 | 89%                                                  |
| 1500 m    | 171 mm                                               | 97%                                                  | 66%                                                  |
| 2000 m    | 153 mm                                               | 89%                                                  | 47%                                                  |
| 2500 m    | n/Un                                                 | 78%                                                  | 34%                                                  |
| 3000 m    | n/Un                                                 | 66%                                                  | 25%                                                  |

### Gr. 39/3 HL (HEAT)
- Peso del proyectil: 7,65 kg (17 lbs)
- Velocidad de tiro: 600 m/s (1,968 ft/s)
- Penetración: 90 mm